# جبل طمية
جبل طميه جبل مخروطي الشكل وقمته مستطيلة تقريبا يقع في شمال غرب منطقة القصيم على قارعة الطريق السريع بين القصيم والمدينة المنورة، ويبلغ ارتفاعه 1,300 متر (4,265 قدم)

## تصنيف الجبل
جبل طمية جبل غير بركاني، حيث دائماً مايتم الخلط مابين «طمية» والوعبة مقلع طمية الذي هو عبارة عن بركان خامد، ولا صحة لتحول جبل طمية لبركان لكونه جبل غير بركاني وتعتبر البراكين في السعودية خامدة بوجه عام

## ذكر جبل طمية
قال يا قوت : طَمِيَّة : بفتح أوله وكسر ثانيه، وياء مشددة كياء النسبة وهو من قولهم : طمى يطمى طمياً.
قال ابن الكلبي عن الشرقي : إنما سمي جبل ( طمية ) بطمية بنت جام بن جُمَىّ بن ترادة من بني عمليق .. وكانت طمية أخت سلمى بنت جام بن جُمَىَّ عند ابن عم لها يقال له : سلمى بن الهجين، فولدت له ضميراً وبرشق، والقلاح، والنزيع، فهن بالحيرة ألا ترى أن العبادي إذا غضب على العبادي قال له : أسكت يا سلمى بن طمية، وإنما يعني سلمى بن طمية بنت جام بن جمى
وذكرها العديد من شعراء الفصحى والنظم، مما قيل في جبل طمية قصيدة عيد أبا العويراء الضبعاني في فخذ العطية من ولد سليم من حرب، عندما أنتصرو في أحد المعارك على إحدى القبائل قبل توحيد المملكة
يقول أبا العويراء :
الله من يومٍ مضى بإيسر طمية = من حِساس الملح ماتوح المنادي
يوم جاء فيحان بجموعٍ رويه = تتليه غراء كنها كتف الجرادي
فكها الله ثم جذعان العطية = في مخابيطٍ يردن المعادي
على جرايرهم مثل عيد الضحية = يشبع السرحان وطيور الهنادي
- ورد ذكر جبل طمية في قصيدة للشاعر النجدي امرؤ القيس بن حجر الكندي يقول فيها:[2]

سَقَى وَارِداتٍ وَالقَلِيبَ وَلَعْلعا
مُلِثٌّ سِماكِيٌّ فَهَضْبَةَ أيْهَبَا
فَمَرَّ على الخَبْتَينِ خَبْتَيْ عُنَيْزَةٍ
فَذَاتِ النِّقاعِ فانْتَحَى وَتَصَوَّبا
فَلَمّا تَدَلّى مِنْ أعالِي طَمِيّةٍ
أبَسَّتْ بِهِ رِيحُ الصَّبا فَتَحَلَّبا

## أسطورة
تقول الأسطورة أن جبل طمية(الانثى) لم يكن هذا مكانها الأصلي، وإنما قلعت من حرة كشب، فخلفت الحفرة (فوهة الوعبة المعروفة بمقلع طمية)
وسبب تركها مكانها الأصلي أنا أحبت جبلا آخرا وهو جبل قطن بكسر القاف وسكون الطاء، ويميل لونه للبياض، ويقع شمال غرب منطقة القصيم أيضا، واتجهت إليه عشقا وحبا فيه، ويقال إنه خلفت وراءها قطعا تساقطت أثناء سيرها باتجاه قطن. حتى وصلت مكانها الحالي في غرب منطقة القصيم وأثناء
طريقها إلى محبوبها قطن تعرض لها جبل يسمى عكاش وكسر ساقها وتوقفت الرحلة دون الوصول لقطن وأخيراً تزوجت بعكاش في نهاية المطاف.
بالطبع هذه أسطورة يؤمن بها الكثيرون من محبي الأساطير، ولو تتبعنا (فضائيا) المنطقة الواقعة بين حرة كشب وحتى شمال غرب القصيم وغرب هذا الجزء أيضا، لوجدنا أنها منطقة حرات وبراكين ومتشابه جيولوجيا وجغرافيا، ولون صخورها متشابه كثيرا، وقد يظن أي شخص أنها نفس المنطقة، وهذا ما جعل البعض يقول أن طمية كانت تمشي وتتساقط خلفها الصخور حتى وصلت مكانها الحالي (في نظرهم كأنها شاحنه تحمل مخلفات الحصي)
ولكون جبل (طمية) يرى على البعد قـالت العامة من أهل تلك البلاد في أمثالها : ( كل جبل تمسِّيه المطية، إلا ساق وطمية ) أي كل جبل إذا رأيته في النهار تصله وأنت راكب المطية قبل المساءِ ما عدا جبل ساق وجبل طمية، وذلك لارتفاع موقعهما وكونهما يريان على البعد. وفيما يتعلق برؤية جبل طمية من طريق الحاج الكوفي يقول أبو عبيد الله السكوني: إذا خرجت من الحاجر تقصد مكة تنظر إلى طمية، وهو جبل بنجد شرقي الطريق وإلى عُكاش وهو جبل تقول العرب : إنه زوج طمية. سمكهما واحد، وهما يتناوحان، وفيهما قيل:
تَزَوَّجَ عَكَّاشٌ طَمِيَّة بعدما***تأيَّم عَكَّاشٌ، وكاد يشيبُ

## نقوش أثرية من الجبل
تم العثور على على نقوش في أنحاء جبل طمية أغلبها بخط الثمودي و رسوم صخرية لحيوانات كالإبل.